# Кулицкое сельское поселение
Кули́цкое се́льское поселе́ние — упразднённое муниципальное образование в составе Калининского района Тверской области, существовавшее в 2005 — 2023 годах.
Административный центр — станция Кулицкая.

## Географические данные
- Общая площадь: 154,3 км².
- Нахождение: северная часть Калининского района.
  - Граничит:
    - на севере — с Рамешковским районом, СП Кушалино,
    - на востоке — с Михайловским СП,
    - на юге — с Черногубовским СП,
    - на юго-западе — с Медновским СП,
    - на северо-западе — с Лихославльским районом, Вёскинское и Кавское СП.

Главные реки — Тверца (по южной границе) и её приток Кава.

## История
С образованием в 1796 году Тверской губернии территория поселения входила в Тверской уезд (в середине XIX — начале XX века деревни поселения относились к Первитинской и Васильевской волостям).
В 1929 году Тверская губерния ликвидирована и территория поселения вошла в Тверской (с 1931 — Калининский) район Московской области.
С 1935 по 1956 год территория поселения относится к Медновскому району Калининской области.
C 1956 года территория поселения входит в Калининский район.
Кулицкое сельское поселение образовано в 2005 году, включило в себя территории Кулицкого и Мухинского сельских округов.
Законом Тверской области от 26.05.2023 № 25-ЗО муниципальное образование было упразднено с включением всех населённых пунктов в состав Калининского муниципального округа.

## Население
| 2005  | 2009  | 2010  | 2011  | 2012  | 2013  | 2014  |
| ----- | ----- | ----- | ----- | ----- | ----- | ----- |
| 2008  | ↗2244 | ↘1854 | ↘1849 | ↘1806 | ↘1790 | ↘1778 |
| 2015  | 2016  | 2017  | 2018  | 2019  | 2020  | 2021  |
| ↘1728 | ↘1723 | ↘1707 | ↗1725 | ↘1703 | ↗1735 | ↘1472 |

## Населенные пункты
На территории поселения находятся следующие населённые пункты:
| №  | Тип нп  | Название           | Население (2009 год) |
| -- | ------- | ------------------ | -------------------- |
| 1  | ж-д.ст. | Кулицкая           | 1066                 |
| 2  | дер.    | Бойково            | 59                   |
| 3  | дер.    | Великое Село       | 16                   |
| 4  | дер.    | Давыдово           | 21                   |
| 5  | дер.    | Дубково            | 8                    |
| 6  | дер.    | Дьяково            | 49                   |
| 7  | дер.    | Жирносово          | 3                    |
| 8  | дер.    | Киёво              | 21                   |
| 9  | дер.    | Князево            | 8                    |
| 10 | дер.    | Копылево           | 11                   |
| 11 | дер.    | Красный Бор        | 49                   |
| 12 | дер.    | Красная Пресня     | 67                   |
| 13 | дер.    | Кустово            | 13                   |
| 14 | дер.    | Лясково            | 31                   |
| 15 | дер.    | Нездылово          | 25                   |
| 16 | дер.    | Новое Чопрово      | 24                   |
| 17 | дер.    | Олбово             | 37                   |
| 18 | дер.    | Палагино           | 16                   |
| 19 | дер.    | Первомайские Горки | 197                  |
| 20 | дер.    | Протасово          | 29                   |
| 21 | дер.    | Рагодино           | 38                   |
| 22 | дер.    | Садыково           | 0                    |
| 23 | дер.    | Старое Чопрово     | 8                    |
| 24 | дер.    | Тверца             | 48                   |
| 25 | дер.    | Теребино           | 5                    |
| 26 | дер.    | Трубино            | 40                   |
| 27 | дер.    | Устье              | 31                   |
| 28 | дер.    | Чуприно            | 32                   |
| 29 | дер.    | Мухино             | 199                  |
| 30 | дер.    | Заболотье          | 14                   |
| 31 | дер.    | Заречье            | 11                   |
| 32 | дер.    | Ивановские Горки   | 14                   |
| 33 | дер.    | Ивановское         | 5                    |
| 34 | дер.    | Лямово             | 32                   |
| 35 | дер.    | Новосельцы         | 6                    |
| 36 | дер.    | Трестино           | 11                   |

На территории поселения находятся 24 садоводческих товарищества.

### Бывшие населенные пункты
На территории поселения исчезли населенные пункты: Зиновьево, Ивановские Хутора, Лебедево и другие.

## Транспорт
Поселение пересекает Октябрьская железная дорога (главный ход Москва — Санкт-Петербург).
Доступны: электричка Тверь — Кулицкая, маршрутное такси Тверь — Кулицкая, Тверь — Первомайские Горки, автобус Тверь — Лямово.

## Экономика
Основные хозяйства: СПК «Кава» и колхоз «Прогресс».
На территории поселения находится ОАО «Кулицкий электромеханический завод»

## Известные люди
В деревне Олбово родился Герой Советского Союза Василий Петрович Дмитриев.

 В деревне Заболотье родился Герой Советского Союза Александр Фёдорович Семёнов.